# Lilleputtkaktus
Lilleputtkaktus (Blossfeldia liliputiana) är en suckulent växtart inom det monotypiska släktet Blossfeldia och familjen kaktusväxter. Lilleputtkaktus är en av de minsta arterna i familjen Cactaceae man känner till. 

## Beskrivning
Lilleputtkaktus är grågrön och knapplik till utseendet och saknar både taggar, åsar och vårtor. Växtkroppen är helt slät, men de små areolerna är klart synliga. Den blir cirka 12 millimeter i diameter och klarar extrem torka. De är tuvbildande miniatyrväxter, och överst är växtkroppen i regel ganska platt, då exemplaren växer på egen rot. Hos ympade exemplar tenderar toppen att bli välvd. De små blommorna är rosaaktiga, 6 till 15 millimeter långa och fem till sju millimeter i diameter. Blommorna håller vanligtvis två till fem dagar och utvecklas i areolerna nära centrum av varje växtkropp under blomningssäsongen som är från vår till höst. Lilleputtkaktus är troligtvis kapabel till självpollinering, och fröna är unika för denna art då de tycks var utformade så att myror skall sprida dem.
Denna art upptäcktes av Harry Blossfeld och Oreste Marsoner 1936 då det utforskade norra Argentina. Erich Werdermann beskrev växten 1937 och gav släktet namnet Blossfeldia för att hedra upptäckaren.

## Förekomst
Lilleputtkaktusen finner man huvudsakligen i den norra delen av Argentina och in i Bolivia, där de växer i klippiga bergsområden. Man finner dem ofta i sprickor i berget, ibland till och med nära vattenfall där de kan få extra fuktighet. De har påträffats plantor på 1200 till 3500 meters höjd i Anderna. 

## Odling
Lilleputtkaktusen föredrar en varm och skuggig plats i växthuset och en sandig humusblandning. När vädret är riktigt varmt bör man duscha ofta, för att skapa en fuktig miljö, lik den de härstammar ifrån. Fröplantor måste duschas två gånger om dagen, för att förhindra att de torkar ut. 

## Taxonomi
Synonymer:
- Parodia liliputiana N.P.Taylor 1987
- Blossfeldia campaniflora Backeb. 1959 [3]
- Blossfeldia fechseri Backeb. 1962 [3]
- Blossfeldia pedicellata F.Ritter 1965
- Blossfeldia minima F.Ritter 1980